# Pixelat
|  | No s'ha de confondre amb Artefacte visual. |

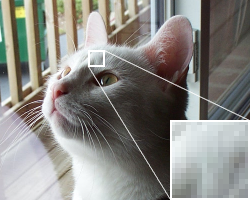
Imatge correcta en el seu format normal, però ampliant una petita part, es pot veure els píxels individuals.

En gràfics d'ordinador, el pixelament, és un efecte causat quan es visualitzat una imatge o una secció d'una imatge a una mida en què els píxels individuals s'engrandeixen en forma de quadrat gran fins que són visibles a l'ull. Quan passa això a una imatge, es diu que és pixelada.

## Història

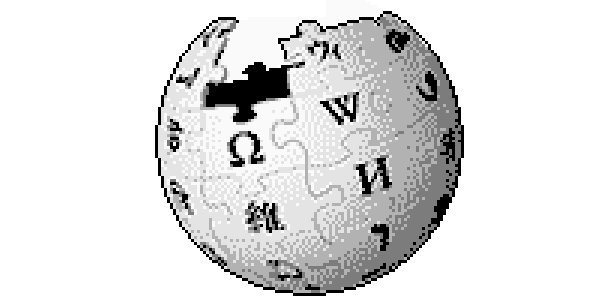
Imatge pixelada

Les primeres aplicacions gràfiques com les dels videojocs s'executaven amb una resolució molt baixa, amb un petit nombre de colors, i es veien fàcilment els píxels. Les vores retallades donaven als objectes corbs i les línies diagonals una aparença poc natural. No obstant això, quan el nombre de colors disponibles es va incrementar a 256, va ser possible utilitzar tècniques de antialiasing per suavitzar l'aparença d'objectes de baixa resolució, sense eliminar el pixelat, però fent que fos menys discordant per a l'ull. Majors resolucions aviat van fer que aquest tipus de pixelació es fessin invisibles a la pantalla, però la pixelació segueix sent visible si una imatge de baixa resolució s'imprimeix en paper.

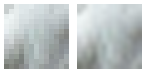
La part ampliada de la imatge de gat superior es va redimensionar amb el veí més proper (a l'esquerra) i amb el mostreig bicúbic que utilitza la interpolació de píxels (a la dreta). La imatge interpolada no té vores nítides, però és molt més borrosa

En el camp de les imatges en 3D en temps real, la pixelació pot ser un problema. En aquest cas, les imatges són aplicades a polígons com textures. Quan una càmera s'acosta a un polígon texturitzat, el filtre de textura simple veí més proper només amplia la imatge, creant una gran pixelació. La solució més comuna és una tècnica anomenada interpolació de píxels que barreja suaument o interpola el color d'un píxel amb el color del següent píxel adjacent a alts nivells de zoom. Això crea una imatge més orgànica, però també més borrosa. Hi ha diverses maneres de fer això, utilitzant diferents filtres de textura.
La pixelació és un problema que només afecta els bitmaps. Alternatives com gràfics vectorials o models purament geomètrics poden fer escalats fins a qualsevol nivell de detall. Aquesta és una raó per la qual els gràfics vectorials són populars per impressió - la majoria de les pantalles tenen una resolució de 72 punts per polzada i els documents impresos tenen sobre 4,5 vegades més píxels per àrea que una pantalla a 300 punts per polzada. Una altra solució que s'empra de vegades és usar textures algorítmiques, textures com els fractals que poden generar-se al moment a qualsevol nivell de detall.

## Despixelació
La despixelació elimina la pixelació de les imatges, intentant reconstruir l’aspecte de la imatge original (sense pixelar).

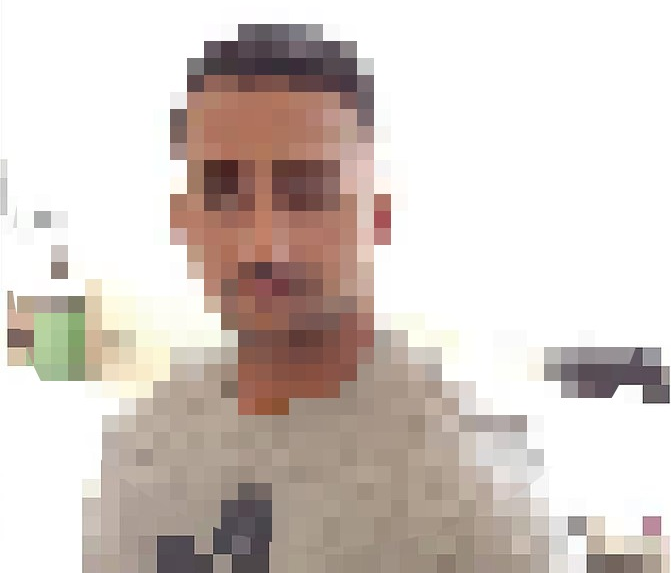
Pixelat per amagar la imatge d'algú

## Pixelament deliberat
En alguns casos, la resolució d'una imatge o porció d'una imatge es redueix per a provocar el pixelament de manera deliberada. Aquest efecte s'empra normalment als telenotícies per a enfosquir la cara d'una persona o per 
a censurar nuesa i gestos vulgars (si bé amb la mateixa finalitat s'utilitzen pegats que poden portar o no la inscripció "Censurat"), encara que també es fa servir com a efecte artístic. Aquest efecte és anomenat pixelament.
Fer que els píxels siguin fàcilment visibles és també una característica principal en píxel art, en la qual els grafismes es fan en baixa resolució per a donar un efecte artístic o visual.